# Дригс (Айдахо)
Дригс (англ. Driggs) — город на востоке штата Айдахо в США, административный центр округа Титон. Население — 1817 человек (2019).

## География
Город расположен по координатам 43,741667° северной широты и -111,106111° западной долготы. Площадь территории города и его суши составляет 7,15 км².

## Население
По данным переписи населения 2010 года, в городе проживало 1660 человек в 587 домохозяйствах и 385 семьях. Плотность населения составляла 232,2 чел/км². Было 873 квартир (122,1 км²).
| Перепись населения | Перепись населения | Перепись населения    |
| Год                | Население          | Изменение в процентах |
| ------------------ | ------------------ | --------------------- |
| 1920               | 683                | —                     |
| 1930               | ▲719               | +5,3%                 |
| 1940               | ▲1040              | +44,6%                |
| 1950               | ▼941               | –9,5%                 |
| 1960               | ▼824               | –12,4%                |
| 1970               | ▼727               | –11,8%                |
| 1980               | 727                | 0,0%                  |
| 1990               | ▲846               | +16,4%                |
| 2000               | ▲1100              | +30,0%                |
| 2010               | ▲1660              | +50,9%                |
| 2019               | ▲1817              | +9,5%                 |

Расовый состав населения:
- 73,0% — белых
- 0,5% — афроамериканцев
- 0,2% — коренных американцев
- 0,5% — азиатов
- 0,4% — тихоокеанских американцев
- 23,5% — лица других рас

К двум и более расам принадлежало 2,0%. Доля латиноамериканцев составила 31,6% всех жителей города.
Возрастной диапазон населения:
- 40,7% — дети в возрасте до 18 лет
- 50,6% — супружеские пары
- 9,5% — имеют женщину-домохозяйку без мужа
- 5,5% — имеют мужчину-домохозяйку без жены
- 34,4% — без семей

22,5% всех домохозяйств состояли из отдельных лиц и 5,2% имеют людей, живущих в одиночестве, в возрасте 65 лет и старше. Средний размер домохозяйства — 2,82 человека, семей — 3,40 человека.